# Otok Heard i otočje McDonald
Otok Heard i otočje McDonald (eng. Heard Island and McDonald Islands, službeno Territory of Heard Island and McDonald Islands) su australski vanjski teritorij veličine 372 km² smješten u južnom dijelu Indijskog oceana, na oko dvije trećine puta od Madagaskara do Antarktike. Otočje se nalazi 2.547 km jugozapadno od Pertha i 3.830 km jugoistočno od Madagaskara, 1.630 km sjeverno od Antarktike i 450 km jugoistočno od najbližeg naseljenog mjesta, francuskog otočja Kerguelen u Indijskom Oceanu. 
Heardov otok, otok Shang te tri McDonaldova otoka vulkanskog su postanka, a na Heardovom otoku postoji i aktivni vulkan Big Ben, čiji je vrh, Mawson Peak, i najviši vrh države Australije (2.745 m). Poluotok Laurens se proteže 10 km sjeveroistočno od heardovog otoka i njegov najviši vrh je Anzack Peak (715 m).
Klima otoka je hladna oceanska klima. Maksimalne temperature ne prelaze 5 °C, a minimalne se kreću oko 0,8 °C. Količina padalina je u rasponu od 1.300 do 1.900 milimetara. Pušu i snažni vetrovi, često brzinama preko 150 km/sat.
Heardov otok otkrio je 1853. godine J.J. Heard, dok je iste godine W. McDonald otkrio tri otoka i arhipelag je njima u čast dobio ime. Ujedinjeno Kraljevstvo je 1908. godine prisvojilo otoke, a 26. prosinca 1947. vlast je prenijela na Australiju. Na Herdovom otoku je u kraćem razdoblju djelovala znanstveno istraživačka postaja 1970. godine, što je bio prvi put da je ljudska ekspedicija kročila na ovo otočje nakon 1880. godine kada su na njemu boravili američki lovci na tuljane. Otoci su jedno od najzabačenijih mjesta na zemlji i bez stalnih su stanovnika, ali su dom za veliki broj pingvina, foka i morskih ptica. Floru čine lišajevi i mahovine.
Od 1997. godine ovi otoci su upisani na Unescov popis mjesta svjetske baštine u Australiji i Oceaniji.

## Vanjske poveznice
- Heard Island and McDonald - službena stranica (engl.)
- Galerija fotografija  Arhivirana inačica izvorne stranice od 10. travnja 2010. (Wayback Machine)

### Ostali projekti
|  | Zajednički poslužitelj ima još gradiva o temi Otok Heard i otočje McDonald |